# Abrus gawenensis
Abrus gawenensis, vrsta cvjetnice iz porodice mahunarki. Izvorno područje ove vrste je Somalija. Penjačica je i raste prvenstveno u pustinjskim ili suhim biomima grmlja.
Opisana je u Nordic Journal of Botany 14(1): 56. 1994.